# Hexoplon armatum
Hexoplon armatum là một loài bọ cánh cứng trong họ Cerambycidae.